# ヴラディーミル・コジュハーリ
- ヴォロディミル・コジュハーリ
- ヴラディーミル・コジュハル

ヴラディーミル・マルコヴィチ・コジュハーリ（ウクライナ語: Володимир Маркович Кожухар, ラテン文字転写例:Volodymyr Markovych Kozhukhar, 1941年3月16日ヴィーンヌィツャ - 2022年12月3日）は、ソビエト連邦出身の指揮者。

## 経歴
ヴィーンヌィツャの生まれ。リセンコ音楽学校でトランペットを学んだあと、キエフ音楽院に進学してヴィルヘルム・ヤブロンスキーにトランペット、ミハイル・カーネルステインに指揮法を師事した。その後、モスクワ音楽院に入り、ゲンナジー・ロジェストヴェンスキーの下で指揮法の修業を積んだ。
1964年よりウクライナ国立交響楽団で指揮者としての活動をはじめ、1973年からキエフ歌劇場の指揮者に転出した。1977年からはモスクワのダンチェンコ劇場の首席指揮者を務め、1989年から2011年までシェフチェンコ歌劇場の首席指揮者を歴任した。
教育者としても1965年から母校のキエフ音楽院やグネーシン音楽学校などで指揮法を講じており、1993年からはキエフ音楽院の指揮法の主任教授を務めている。